# Тримбакешвар

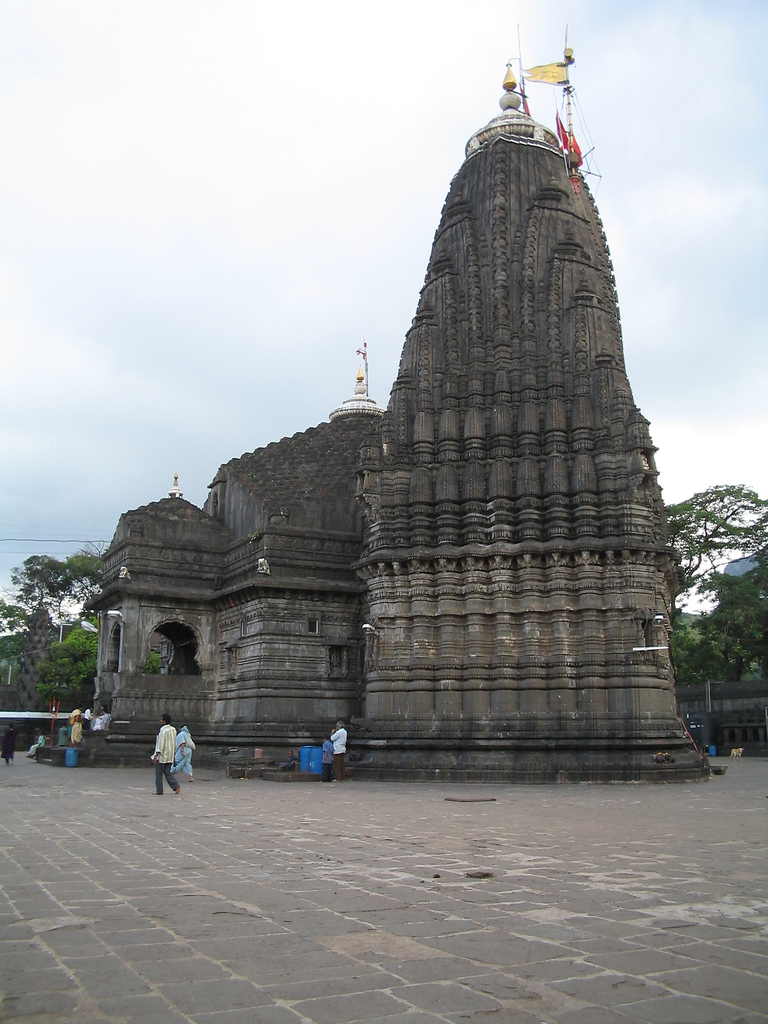
Тримбакешвар

Тримбаке́швар (санскр. त्र्यम्बकेश्वर, IAST: Tryambakeśvara) или Трамбакешвар — древний индуистский храм Шивы, один из 12 джьотирлингамов. Расположен у истоков священной реки Годавари в 28 км от города Насика, в селе Тримбак, округ Насик, Махараштра, Индия. Здесь также расположена священная кунда Кусаварта, в которой индуисты принимают ритуальное омовение.
Согласно «Шива-пуране», однажды Брахма и Вишну поспорили о том, кто был верховным божеством во вселенной. Желая проверить их могущество, Шива принял облик джьотирлингама — огромного столпа света, пронзившего все три мира. Вишну и Брахма отправились на поиски концов лингама. Брахма солгал, заявив, что обнаружил один из концов. Когда Вишну признал своё поражение, Шива явился в образе ещё одного гигантского столпа света и проклял Брахму на то, что ему более никто не будет поклоняться. Вишну же наоборот получил от Шивы благословение, согласно которому он впредь должен был стать для всех объектом поклонения. Согласно верованиям индуистов, двенадцать джьотирлингамов расположены в местах, в которых Шива являл себя в этом образе. Изначально существовало 64 джьотирлингам, 12 из которых, известные на сегодняшний день, считаются наиболее священными. Каждое из мест названо по имени находящегося в нём лингама. В каждом из этих мест паломничества основным объектом поклонения выступает лингам.
Лингам в Тримбакешвар замечателен тем, что имеет три лика, представляющих Брахму, Вишну и Шиву. Из-за обильного омывания водой, лингам постепенно разрушается, что, по мнению верующих, олицетворяет деградацию Кали-юги. Лингам покрыт изображающей Тримурти золотой маской, на которой установлена инкрустированная бриллиантами, изумрудами и другими драгоценными камнями корона, которую индуисты датируют временами Пандавов (конец IV тысячелетия до н. э.). Корону выставляют на обозрение верующих только по понедельникам с 16 до 17 часов. 